# Cody (Wyoming)
Pour les articles homonymes, voir Cody.
La ville de Cody est située dans le comté de Park, dans l’État du Wyoming, aux États-Unis. Sa population s’élevait à 9 520 habitants lors du recensement de 2010, estimée à 9 836 habitants en 2016.
Traversée par la rivière Shoshone, cette localité est située sur l’ancien territoire des tribus indiennes dénommées comme la rivière. La ville a été fondée par William Frederick Cody, alias Buffalo Bill, d'où son nom. Au centre de la cité se trouve l'hôtel Irma, que Buffalo Bill ouvrit en 1902 en le nommant d'après le premier prénom (en anglais first name) de sa fille cadette, Irma Louisa Cody (1883-1918).
La ville est connue entre autres pour son rodéo qui a lieu tous les soirs durant l'été mais aussi pour son musée consacré aux armes à feu, aux Indiens des plaines, à la faune et la flore de la région, aux peintres américains et à la vie de William Cody. On y trouve une grande collection de souvenirs de son Wild West Show qui a traversé l'Atlantique dans les années 1900 jusqu'en 1913.
Cody a été vue dans le film Où sont passés les Morgan ?.

## Transports
Cody possède un aéroport (Yellowstone Regional Airport, code AITA : COD).

## Jumelage
Lantchkhouti (Géorgie)

## Source
- (en) Cet article est partiellement ou en totalité issu de l’article de Wikipédia en anglais intitulé « Cody, Wyoming » (voir la liste des auteurs).